# Ottoline Morrell

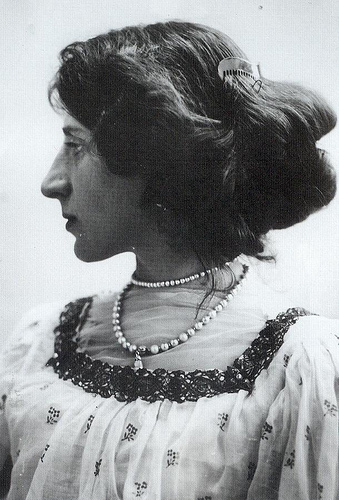
Lady Ottoline Morrell, foto George Charles Beresford, 1903

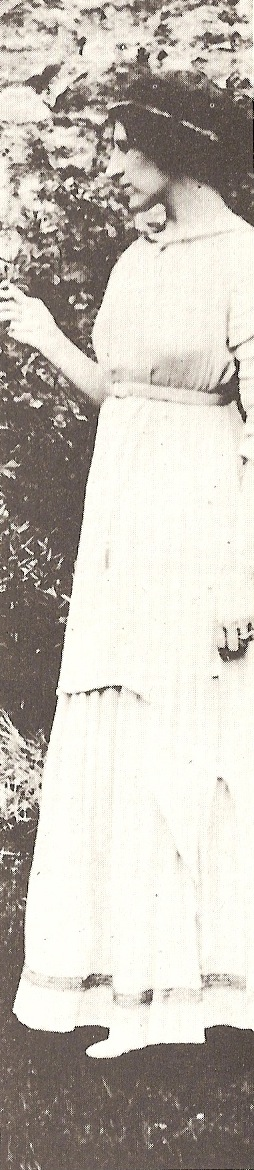
Lady Ottoline Morrell op bezoek bij Lytton Strachey

Ottoline Morrell, geboren Ottoline Violet Anne Cavendish-Bentinck (Tunbridge Wells, 16 juni 1873 - Londen, 21 april 1938), was een Britse aristocrate, een mecenas en een gastvrouw voor de (culturele) elite van haar tijd. Zij was een nicht van Elizabeth Bowes-Lyon, de latere koningin en koningin-moeder van het Verenigd Koninkrijk. In 1902 trouwde ze met het liberale parlementslid Philip Morrell. Ze studeerde aan het Somerville College (Universiteit van Oxford).
In haar huis in de Londense wijk Bloomsbury ontving ze tal van wetenschappers en kunstenaars. Zij was een regelmatige gastvrouw van de groep die later bekend zou worden als de Bloomsburygroep, met bekende leden als Virginia Woolf, Lytton Strachey, Bertrand Russell, John Maynard Keynes, E.M. Forster, Duncan Grant en Vanessa Bell. Zowel met Russell als met de schilderes Dora Carrington had ze een liefdesrelatie. Tijdens de Eerste Wereldoorlog was Morrell een van de leidende pacifisten. Ze ondersteunde actieve dienstweigeraars, waarvan een aantal ook behoorde tot de Bloomsburygroep. Zij bouwde in deze tijd ook een zekere reputatie op als tuinarchitecte.
Morrell was een inspiratiebron voor verschillende literaire werken van haar tijd. Zij stond model voor Mrs Bidlake in Aldous Huxleys Point counter Point uit 1928 en voor Hermione Roddice in D.H. Lawrences Liefde en vrouwen (Women in Love). Sommige critici menen dat zij ook de inspiratiebron was voor Lady Chatterley in Lawrences boek Lady Chatterley's Lover.

## Biografie
- Seymour, Miranda, Ottoline Morrell: Life on a Grand Scale, New York: Farrar Straus Giroux, 1993, ISBN 0374228183 en Londen: Hodder & Stoughton, 1992, gewijzigde herdruk 1998, ISBN 0340518200: herdruk uitgeverij Faber, 2009
- Ursula Voß: Bertrand Russell und Lady Ottoline Morrell. Eine Liebe wider die Philosophie, Rowohlt, Berlijn 1999, ISBN 3871343102